# 6411 Tamaga
6411 Tamaga è un asteroide areosecante. Scoperto nel 1993, presenta un'orbita caratterizzata da un semiasse maggiore pari a 2,7631775 au e da un'eccentricità di 0,4169897, inclinata di 28,60205° rispetto all'eclittica.
L'asteroide è dedicato alla rivista britannica di astronomia The Astronomer tramite un acronimo in lingua inglese: The Astronomer Magazine. Si noti che la parte alfabetica della designazione provvisoria è TA.